# Підводні човни класу U-101
Підводні човни класу U-101 — проєкт типу підводних човнів, що планувалося збудувати для Ц. К. флоту Австро-Угорщини в часи 1-ї світової війни. Із запланованих 9 човнів на межі 1917—1918 років заклали три човни (U-101 — U-103) на верфі Austriawerft у Трієсті.
З 1916 в Австро-Угорщині спробували збудувати підводний флот, здатний для дій на теренах Середземного моря. Для будівництва розглядались проєкти німецьких підводних човнів класу UB III, для чого необхідно було придбати ліцензію, і човнів класу 1916 S 1, запропонованих угорським товариством Ungarische Unterseebotsbau AG (UBAG)з хорватської Фіуми. Комісія обрала останній проєкт човна водотоннажністю 428/620 т. Човен повинен був мати довжину 53,5 м, ширину 5,8 м при осадці 3,6 м. Два дизелі загальною потужністю 1060 к.с. (790 кВт) та два електромотори потужністю 588 кВт (788 к.с.) мали забезпечити човнам швидкість відповідно 13,25 та 8,25 вузлів. Керувати човном мав би 26 особовий екіпаж. Човни мали б нести п'ять 450 мм торпедних апаратів (один в кормі), 100 мм гармату L35 і 8 мм кулемет.
Після будівництва перших шести човнів (U-101 — U-106) планувалось списати найстаріші човни флоту U-1 — U-3 — U-6 та надати їхні позначення новим човнам. Решта човнів мала б отримати позначення U-118, U-119, U-120. Через брак матеріалів, кваліфікованих спеціалістів до кінця війни U-101 збудували на 47 %, U-102 на 30 %, U-103 на 10 %. Корпуси порізали на металобрухт у 1919/20 роках.